# Piper J-4
O Piper J-4 Cub Coupe é uma versão biposta (lado a lado) do Piper J-3 Cub que foi construído pela Piper Aircraft de 1938 a 1942. O Cub Coupe foi o primeiro modelo da Piper com assentos lado a lado.

## História

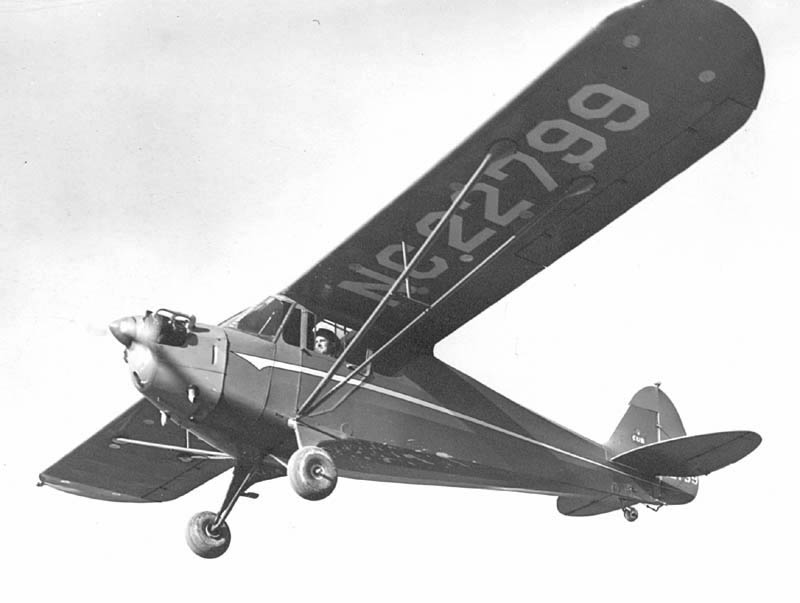
Piper J-4A

A fuselagem do J-4 é mais larga que a do J-3, além da aeronave contar com a parte traseira da cabine totalmente fechada. O primeiro J-4 contava com um motor Continental A50, de 50 hp (37 kW), com escape virado para cima, capota de motor aberta, trem de pouso com amortecedores e bequilha modificada, além de outras mudanças. Os primeiros J-4 eram considerados confortáveis, porém, mais lentos que boa parte das aeronaves com cabine lado a lado da época.
A partir de 1940, o J-4A recebeu uma capota fechada, um motor Continental A65, de 65 hp (48 kW) e tanque de combustível auxiliar na posição de popa da fuselagem. O J-4B contava com um motor Franklin 4AC-171, de 60 hp (44 kW). A versão final do J-4, o J-4E, era equipado com um motor Continental de 75 hp (55 kW) e interior redesenhado. O tanque de combustível principal havia sido movido para as asas, junto de um tanque de expansão. Com essas modificações, o J-4E tinha desempenho a par de suas contrapartes da época. Alguns J-4 receberam uma característica única em sua empenagem: o estabilizador era construído em tubos de aço inoxidável.
Em 1941, o ataque a Pearl Harbor forçou a parada completa da construção de aeronaves civis nos Estados Unidos, com a entrada do mesmo na Segunda Guerra Mundial.

## Variantes
- J-4: Variante equipada com motor Continental A50-1, de 50 hp (37 kW);
- J-4A: Variante equipada com motor Continental A65-1 (ou -8), de 65 hp (48 kW);
- J-4B: Variante equipada com motor Franklin 4AC-171 de 60 hp (45 kW) ou Franklin 4AC-176-B2, de 65 hp (48 kW);
- J-4E: Variante equipada com motor Continental A75-9, de 75 hp (56 kW);
- J-4F: Variante equipada com motor Lycoming O-145-A1/A-2/B-1, de 55 hp (41 kW)

## Especificações (J-4A)
Dados de: Simpson, 2001, p. 430. 
Descrições gerais
- Tripulação: 1 piloto
- Capacidade: 1 passageiro
- Comprimento: 6,86 m (23 ft)
- Envergadura: 11,02 m (36 ft)
- Altura: 2,08 m (6,8 ft)
- Peso bruto (carregado): 589 kg (1 300 lb)

Motorização
- Número de motores: 1x
- Tipo do motor: Continental A65-1, 65 hp (48,5 kW)

Performance
- Velocidade máxima: 160 km/h (99,4 mph)
- Velocidade de cruzeiro (km/h): 148 km/h (92,0 mph)
- Alcance: 579 km (360 mi)
- Razão de subida: 3.04 m/s
- Tecto de serviço: 4 572 m (15 000 ft)

#### Desenvolvimento relatado
- Piper J-3 Cub

#### Aeronaves similares
- Cessna 120 e 140

## Bibilografia
- Simpson, Rod (2001). Airlife's World Aircraft Airlife Publishing Ltd. ISBN 1-84037-115-3.